# Jean-Julien Lemordant
Jean-Julien Lemordant, né à Saint-Malo le 26 juin 1878 et mort à Paris 12e le 17 juin 1968, est un peintre et graveur français.

## Biographie
Le père de Jean-Julien Lemordant était marin-pêcheur et sa mère lavandière à Saint-Malo. D'après ce qui a été raconté[réf. nécessaire] au moment du retour triomphal du peintre dans sa ville natale en janvier 1923, son grand-père aurait été « ancien corsaire ». Orphelin dès l'adolescence (il n'a que 11 ans quand son père décède et 15 ans lors du décès de sa mère et est recueilli par une tante), sans ressource, Jean-Julien Lemordant réussit à étudier la peinture à l'École régionale des beaux-arts de Rennes  où il est le condisciple de Camille Godet, Pierre Lenoir et Albert Bourget, et obtient en 1892 une bourse de la ville de Rennes qui lui permet d’intégrer l’École des beaux-arts de Paris en 1895,.
À Paris, il fréquente l’atelier Léon Bonnat où il rencontre Raoul Dufy, Georges Braque et Othon Friesz.

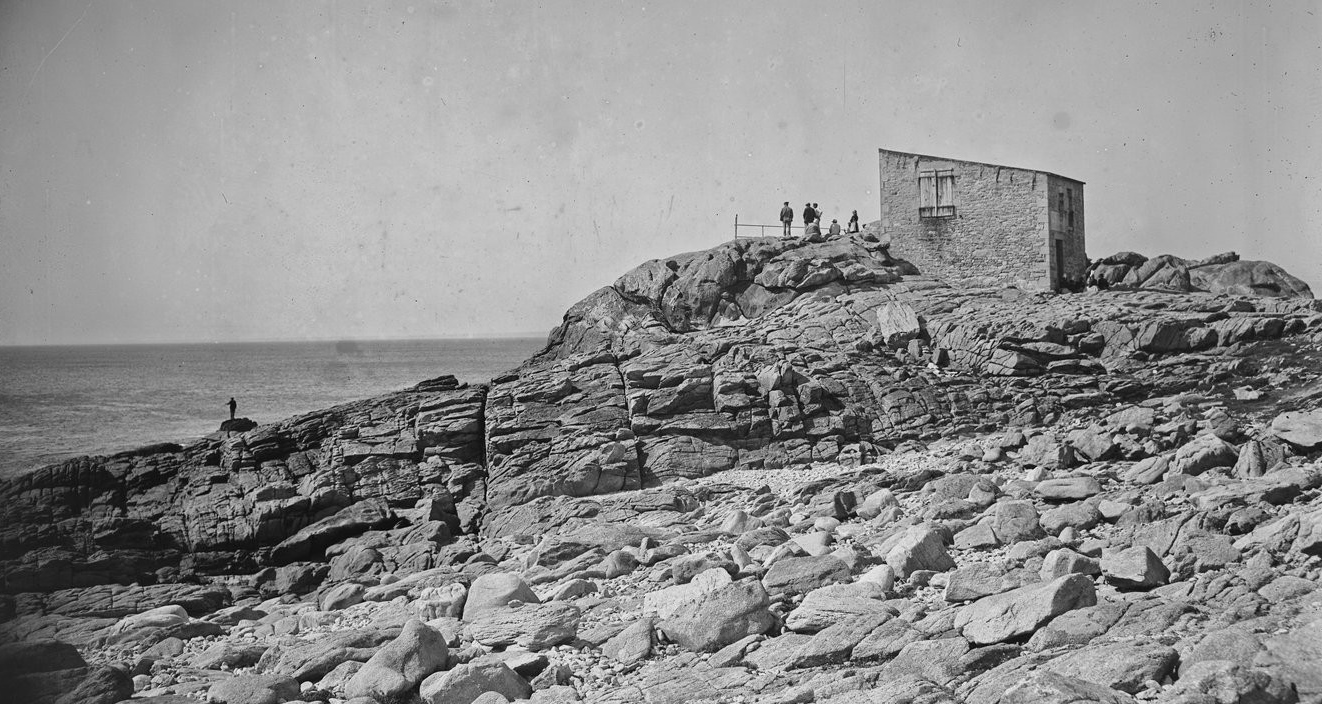
L'ancien atelier du peintre Jean-Julien Lemordant à Saint-Guénolé (Penmarc'h), photographie Agence Rol.

En 1901, à l’occasion de son service militaire effectué au 118e régiment d'infanterie, il découvre Quimper et la région de Penmarch, et il s’installe en 1904 à Saint-Guénolé pour travailler et étudier nature, marins et paysans du pays Bigouden ; Paul du Châtellier lui cède son atelier situé en bord de mer ; il obtient rapidement une certaine renommée en peignant les habitants, paysans et pêcheurs dans leurs habits traditionnels et souvent ployés sous le vent.
Peintre de la Bretagne et de la mer, on l'a qualifié parfois de « fauve breton », quoiqu'il ait travaillé surtout à Paris. Il a vécu dans le quartier des Gobelins. Sa palette très colorée est une de ses principales qualités et il sait admirablement représenter les mouvements des hommes, les danses, mais aussi ceux de la mer, du vent, de la pluie.
Il commence alors à recevoir des commandes importantes tel le décor de la salle à manger de l'hôtel de l’Épée, à Quimper en 1905.
Le grand décor est réalisé entre 1905 et 1909 et se compose de 23 panneaux d’un total de 60 m2 relatant cinq grands thèmes : Le Vent, Le Pardon, Le Goémon, La Mer, et Le Phare représentant le phare d’Eckmühl et la chapelle Notre-Dame-de-la-Joie. En 1975, l'hôtel de l'Épée ferme ses portes et le décor de la salle à manger est acheté [aux enchères par le musée des Beaux-Arts de Quimper en 1976. Lemordant y évoque de manière synthétique la vie quotidienne des Bigoudens.
En 1906, il expose neuf toiles au Salon d'automne de Paris. Il y expose a nouveau en 1907 et présente dix œuvres dont des Fragments de décoration pour l'hôtel de l'Épée, Dans le vent et Scènes de Pardon,.
Il reçoit des critiques positives publiées dans La jeune peinture française par le critique André Salmon (1912) qui écrit « d’une barbare association de couleurs il extrait une juste harmonie par la science de l’éclairage, avec la mer sombre pour écran. »
Son travail est également mentionné dans L'Art et les Artistes par Gustave Geffroy dans l'article « Le Plafond du théâtre de Rennes » en 1913.
Son œuvre principale demeure la grande décoration que lui commanda le maire de Rennes, Jean Janvier, pour décorer le plafond du théâtre, aujourd'hui opéra. Réalisée avec une grande rapidité, l'œuvre fut mise en place en 1914. Elle représente une danse bretonne endiablée aux multiples personnages. On connaît au moins 60 études préparatoires à cette grande composition, le musée des Beaux-Arts de Rennes en conservant une. Signalons aussi le décor conçu, sur le thème général de la Bretagne, pour l'hôtel de l’Épée à Quimper. Menacé de disparition lorsque l'hôtel ferma en 1975, il fut acquis par le musée des Beaux-Arts de Quimper, mais le manque de place ne permit de l'exposer qu'après rénovation complète du musée en 1993.

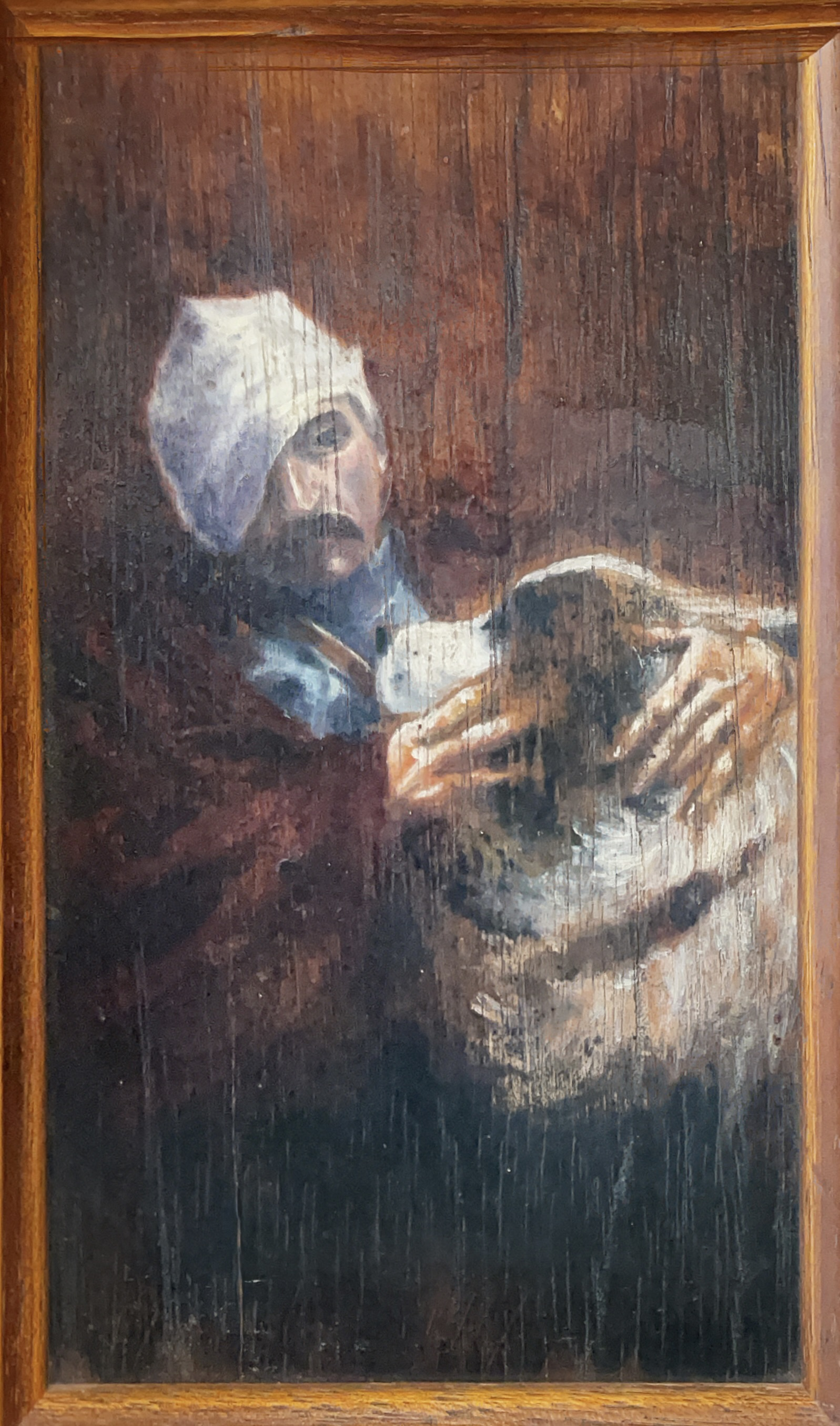
Lemordant avec un Saint-bernard. Portrait lors de la Grande Guerre. Collection particulière.

Sa carrière est interrompue par la Première Guerre mondiale : il est d'abord mobilisé dans un régiment territorial en raison de son âge, mais demande à se battre et est incorporé comme sous-lieutenant au 41e régiment d'infanterie. Gravement blessé le 8 octobre 1914 près d'Arras (une balle lui ayant fracassé sa boîte crânienne au-dessus de son œil droit, il est laissé pour mort sur le champ de bataille, mais est ramassé quatre jours plus tard par des brancardiers allemands), mais il a perdu la vue, du moins partiellement (atrophie du nerf optique).

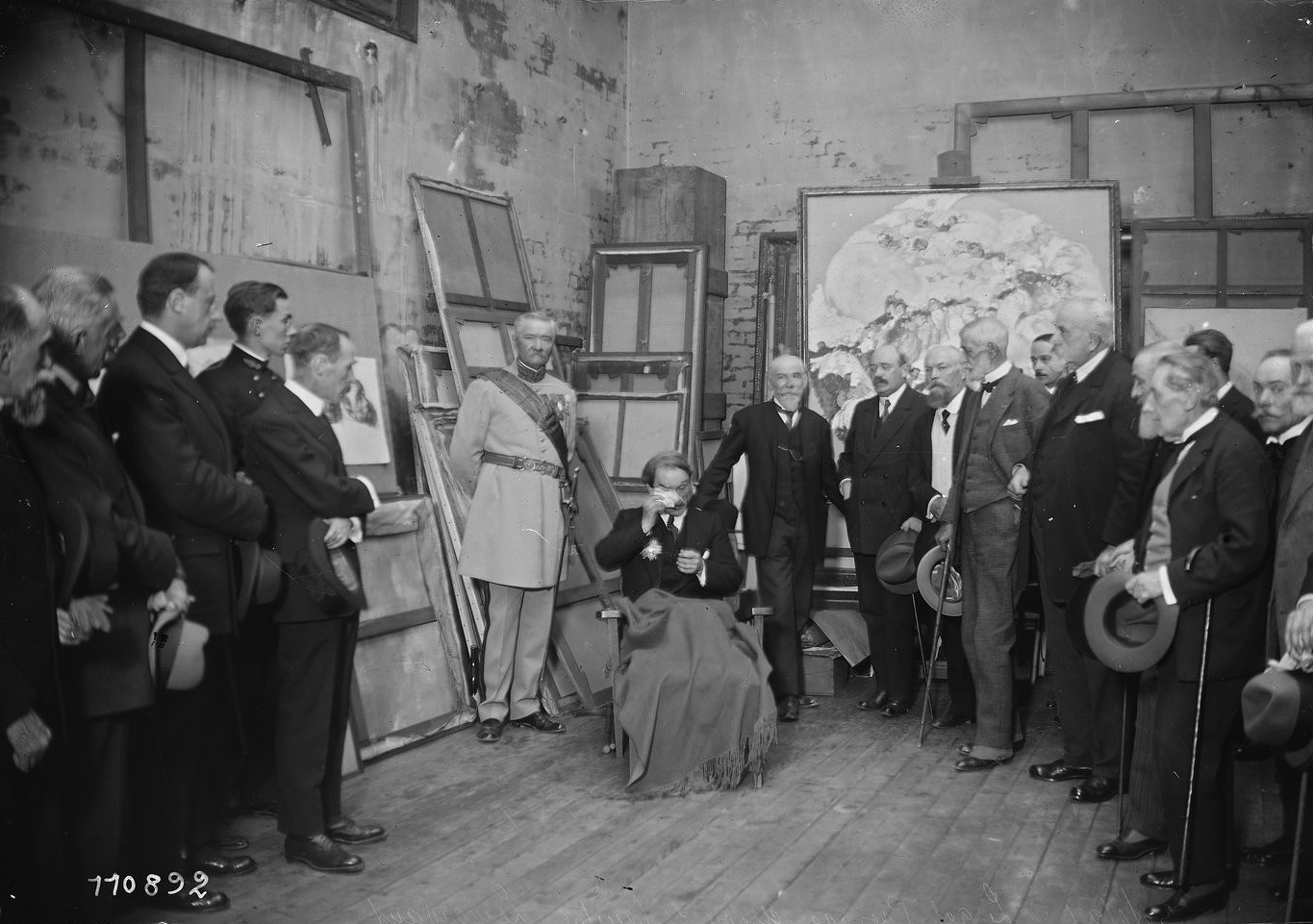
Jean-Julien Lemordant décoré par le général Passaga le 30 juin 1926 (photographie Agence Rol).

Il est libéré fin 1916 lors d'un échange de prisonniers et accueilli en France en héros, perçu comme un martyr et célébré aux Invalides le 23 novembre 1916 où il reçoit une médaille, Charles Le Goffic faisant en cette occasion son panégyrique . Peu après l'armistice, il est envoyé aux États-Unis, y donne des conférences et y expose ses toiles d'avant-guerre et ses croquis de l'enfer des tranchées, qu'il dit avoir dessiné sur le front avant sa blessure, mais certains détails laissent penser qu'il les auraient réalisés après, car il aurait recouvré la vue, au moins partiellement, continuant à jouer son personnage de peintre-aveugle pendant une dizaine d'années. Neuf ans après la guerre, il portait toujours un bandeau sanglant sur son œil blessé !, bernant ses nombreux admirateurs, par exemple au Palais du Trocadéro le 12 mars 1922 ; ou encore en faisant des dessins des combats de la Grande Guerre supposés réalisés avant sa blessure, mais où « les soldats de 1914 portent des uniformes qui ne sont apparus que plus tard ».
En 1925 il est chargé de coordonner le pavillon de la Bretagne lors de l'Exposition internationale des arts décoratifs de Paris.
Il se construit un hôtel particulier au 48, avenue René-Coty à Paris, en sa qualité d'architecte, ancien élève d'Emmanuel Le Ray, architecte de la Ville de Rennes.
Tombé dans l'anonymat, il meurt le 17 juin 1968 à Paris, à la suite de blessures dues à une grenade lacrymogène qu'il reçut par erreur alors qu'il passait près d'une barricade lors des Événements de mai 1968.

## Hommage
Dans le roman Un héros national inspiré des épreuves de Jean-Julien Lemordant, Claire Géniaux y déplore les œuvres de charité des femmes envers les soldats qui auraient prolongés la Première Guerre mondiale.

## Œuvres

### Œuvres dans les collections publiques
- États-Unis
  - New York, Metropolitan Museum of Art[21].
- France
  - Brest, musée des Beaux-Arts : Danse bretonne en spirale, esquisse pour le plafond de l'opéra de Rennes, huile sur toile, 100 × 73,3 cm[22].
  - Quimper :
    - musée des Beaux-Arts : Le Pardon ; Le Quai ; Le Port ; Ramassage du Goémon ; Dans le vent ; Contre le vent ; Phare d'Eckmühl ; La Chapelle Notre-Dame-de-la-Joie, 1905-1909 : décorations pour la salle à manger de l'hôtel de l’Épée à Quimper[23].
    - musée départemental breton :
      - fonds de dessins, dont une étude de mobilier ;
      - Finistère, 1913, affiche.

  - Rennes, opéra de Rennes : Danse bretonne, ou Le ciel, 1913-1914, plafond de la grande salle.
  - Saint-Brieuc, musée d'Art et d'Histoire : Étude pour le plafond de l'opéra de Rennes.
- Royaume-Uni
  - Londres, British Museum[24].

### Mobilier
- Buffet breton en bois, 1931, exécuté par François Caujan (né en 1902), exposé pour le cinquantenaire de l'école régionale des beaux-arts de Rennes, localisation inconnue[25].